# Imigração alemã no Paraná
A imigração alemã no Paraná teve início com a chegada dos primeiros colonos à região em 1829. Os alemães formam um dos mais importantes grupos da imigração brasileira. Sua influência é muito notada no Sul do Brasil onde marcaram a paisagem com suas habitações típicas. No Paraná influenciaram as atividades agrícolas, a culinária, a religiosidade, a formação de cooperativas, instituições educacionais, grupos folclóricos e diversas festividades.
Ao Paraná, os primeiros imigrantes alemães que chegaram em 1829 eram provenientes da região de Trier, da Bucovina e da Baviera, se estabelecendo em Rio Negro. A partir de 1878, alemães do Volga (alemães-russos), estabeleceram-se nos Campos Gerais, próximos à Ponta Grossa e Lapa. Em 1951, alemães transferiram-se de Santa Catarina para o Paraná e fundaram a colônia Witmarsum, no município de Palmeira. Este núcleo centralizava várias aldeias numa cooperativa, onde seus habitantes industrializam o leite. Alemães "suábios do Danúbio" fundaram, no município de Guarapuava, a colônia Entre Rios, onde se dedicam à agricultura. No norte, os alemães se concentravam em Cambé Londrina e em Rolândia, e a oeste, em Marechal Cândido Rondon que realiza, todo ano, a mais famosa Oktoberfest do Paraná. Também eram bastante numerosos em Curitiba.

## Regiões colonizadas

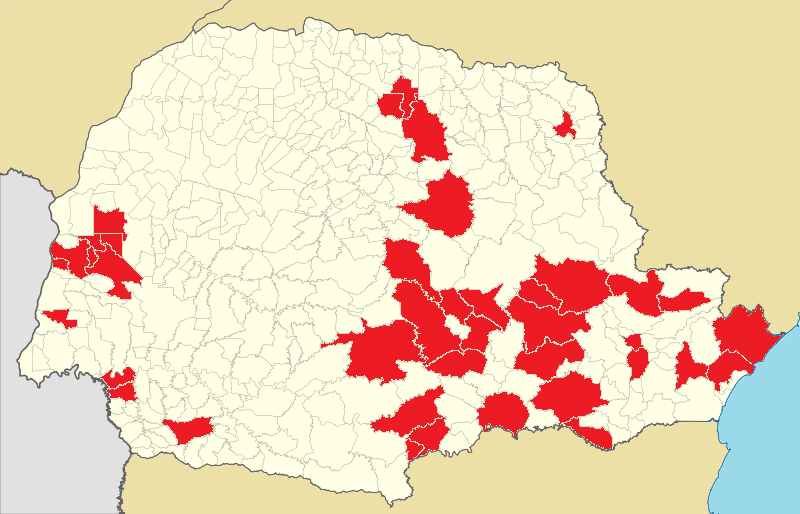
Mapa dos municípios com colonização alemã (na cor vermelha) no Paraná.

O Paraná pode ser dividido basicamente em cinco regiões de colonização alemã: Litoral; Curitiba e Campos Gerais; Centro-Sul; Norte; Oeste. Depois de formarem núcleos em diversas localidades, muitas famílias se dispersaram para outros municípios do estado. Além de Rio Negro, a primeira colônia alemã no Paraná, outros municípios também formaram colônias alemãs pelo estado.
No litoral do Paraná, formaram colônias em Guaraqueçaba, Morretes e Paranaguá. Curitiba formou uma grande colônia alemã com núcleos dispersos em vários bairros. Também na região está Almirante Tamandaré, Lapa, Contenda, Palmeira, Ponta Grossa, Ipiranga, Ivaí, Carambeí, Castro e Cerro Azul. Na região centro-sul do Paraná colônias foram estabelecidas em União da Vitória Porto Vitória, Porto União (que antes pertencia ao Paraná) e Cruz Machado, além de Irati, Imbituva, Prudentópolis e Guarapuava.
Na região norte, as principais colônias foram estabelecidas em Cambé, Londrina, Rolândia, Ortigueira e Joaquim Távora, no norte pioneiro. A partir de 1940 imigrantes alemães e seus descendentes migraram do Rio Grande do Sul e de Santa Catarina para ocupar a região oeste do Paraná. O principal núcleo que se formou foi em Marechal Cândido Rondon, além de Toledo, Maripá, Nova Santa Rosa, Quatro Pontes, Palotina, Pato Bragado e Missal. No sudoeste o destaque são para os municípios de Capanema, Planalto e Francisco Beltrão.

## História

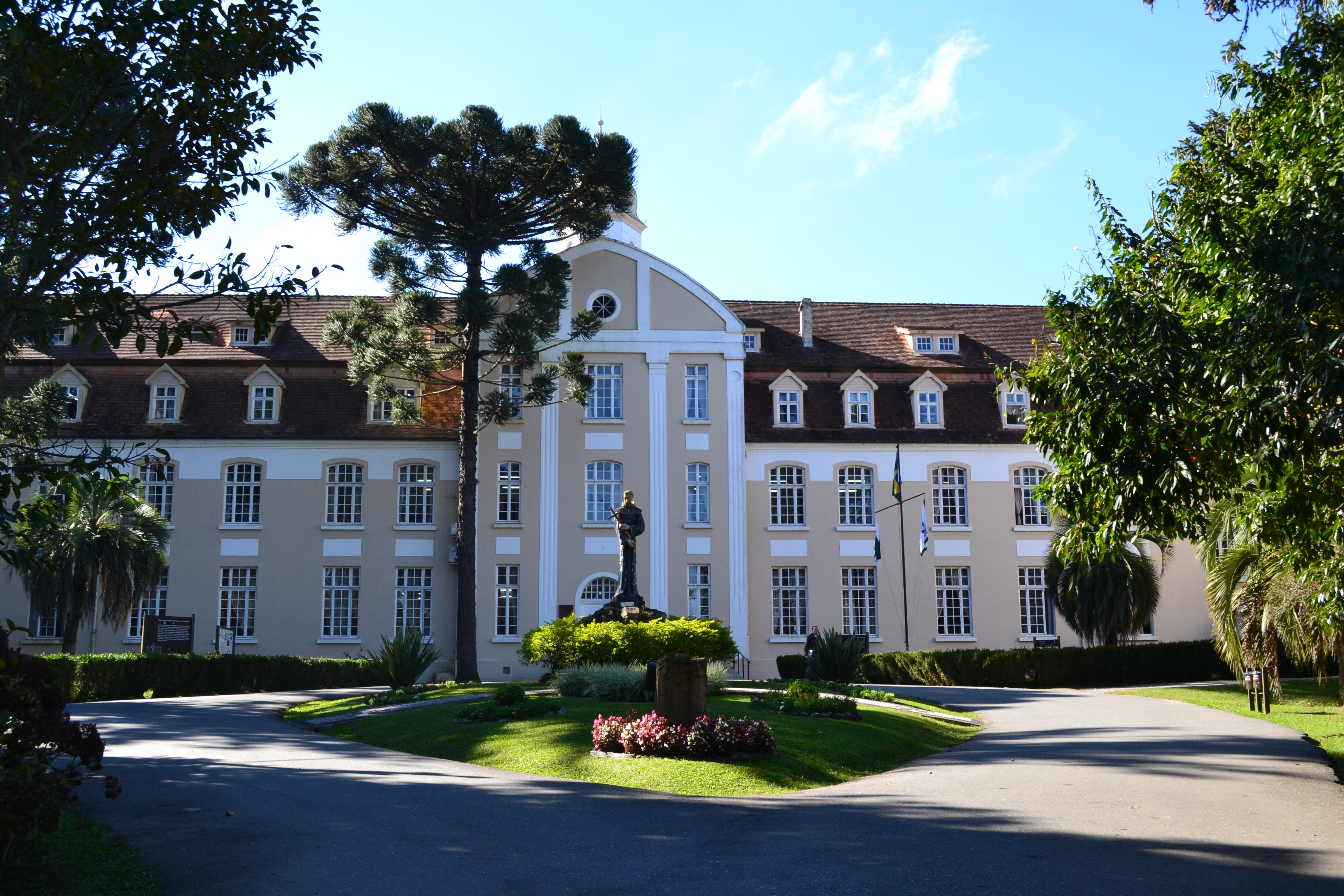
Edifício do antigo Seminário São Luís de Tolosa, fundado por padres alemães em Rio Negro.

A imigração ou colonização dos alemães no estado do Paraná foi estimulada por D. Pedro I, como uma alternativa para trazer trabalhadores de outras partes do mundo. O sentido dado à imigração foi um fator cultural, servindo para a independência nacional no setor econômico. Com a proclamação da República, o serviço de imigração voltou à responsabilidade da União, mediante auxílio à diferentes estados. Nesse sentido, os germânicos foram os primeiros europeus (depois dos portugueses) a emigrarem para o Brasil. Ocupar vazios demográficos, buscar mão de obra e suprir a crise de abastecimento de alimentos e bens primários eram os principais objetivos que levaram o Paraná a fomentar uma política migratória.
A primeira onda de imigração de alemães que chegou ao Brasil, fez com que esses se dirigissem, a partir de 1824, para Santa Catarina e Rio Grande do Sul.
No dia 30 de junho de 1828 imigrantes alemães deixaram o porto da região de Bremen, na Alemanha, a bordo do navio Charlotte Louise, com destino para o Brasil. Atravessando o oceano atlântico, chegaram em Santos em outubro do mesmo ano. Em janeiro de 1829 chegaram no porto de Antonina. Em 19 de fevereiro de 1829, com o apoio e incentivo do Barão de Antonina, os grupos de imigrantes chegaram no sul de Curitiba e juntos formaram próximo as margens do rio Negro a colônia do Rio Negro, considerada a mais antiga colônia alemã no Paraná. Inicialmente, eram cerca de 200 alemães. Posteriormente, no ano de 1833, uma nova leva de cem imigrantes alemães juntou-se aos primeiros colonos da colônia, que já abrigava luxemburgueses, austríacos, suíços e brasileiros.

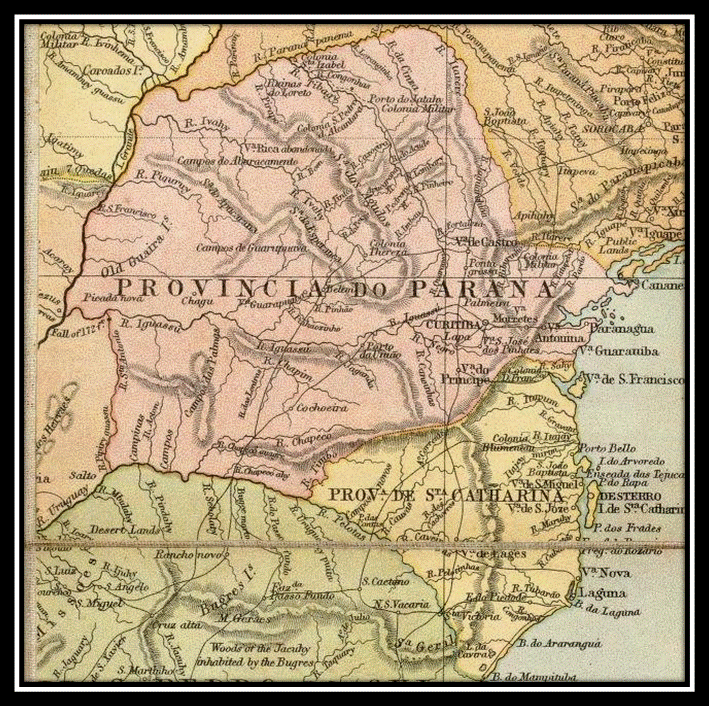
Mapa da Província do Paraná em 1866.

Ainda na década de 1830, alemães agricultores fundaram uma colônia na Serra Negra, município de Guaraqueçaba. Em 1852 foi fundada a Colônia Agrícola de Superagüi, na Ilha de Superagui, com colonos alemães, suíços e franceses.
A partir de 1850 diversos colonos alemães começaram a se estabelecer entre Ivaí e Ipiranga. Os primeiros alemães chegaram juntamente com imigrantes poloneses e holandeses, onde fundaram colônias agrícolas. Entre as colônias, estão Tayó (Ipiranga) e Bom Jardim (Bitumirim).
Em 1860 foi fundada a Colônia Assungui, município de Cerro Azul. Em 1876 a colônia contava com 259 alemães, além de brasileiros, ingleses, franceses, suíços e italianos.
O segundo fluxo imigratório ocorreu entre as décadas de 1870 e 1880. Em Almirante Tamandaré foram fundadas as colônias São Venâncio em 1871 por 133 imigrantes alemães e 27 suecos, e a colônia Lamenha fundada por silesianos e alemães. Entre 1877 e 1878 chegaram em Ponta Grossa 2381 russos-alemães que se estabeleceram na Colônia Octávio, subdividida em 17 núcleos na área rural. Na mesma época a Colônia Sinimbú de Palmeira recebeu 240 famílias de alemães do Volga, sendo 471 católicos e 291 protestantes. As famílias foram divididas em núcleos como: Pugas, Lago, Santa Quitéria, Alegrete, Papagaios Novos e Quero-Quero. Os alemães da região do Volga, eram pessoas predestinadas à colonização. Vieram como imigrantes pobres, acreditando que poderiam cultivar o trigo no solo duro dos campos da região das savanas. De modo geral, as colônias não prosperaram, onde consideravam a experiência um insucesso. Com dificuldades de fixação nas áreas que lhes foram ofertadas, muitos migraram para cidades e outras regiões.

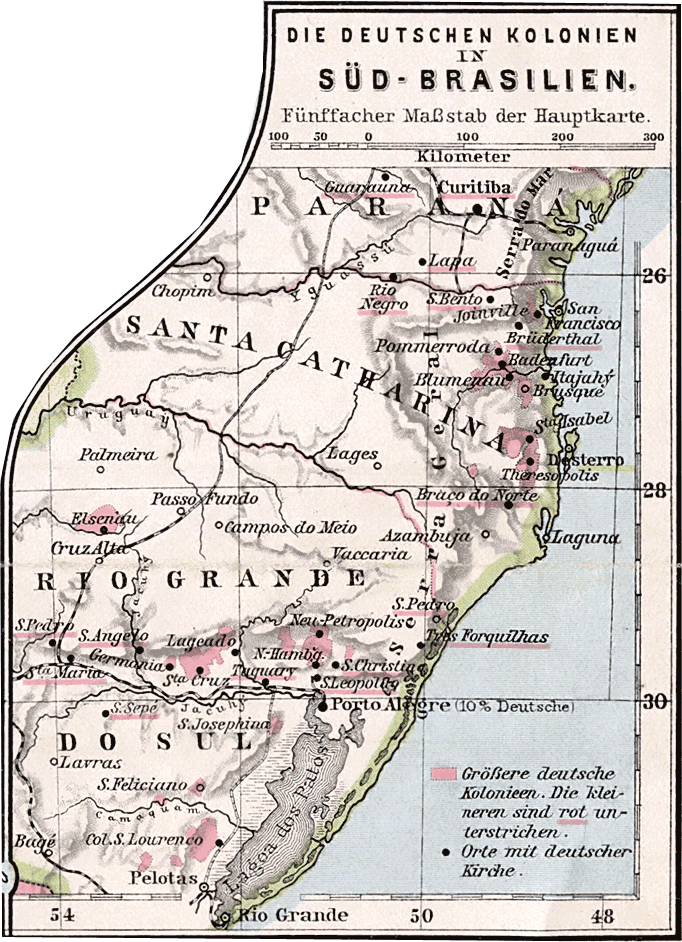
Mapa mostrando a dispersão das colônias alemãs no Sul do Brasil em 1905. O mapa é incompleto.

Em 1878 foi fundada em Morretes a Colônia Nova Itália, sendo a grande maioria imigrantes italianos. O núcleo América, desta colônia, contou com imigrantes alemães, suíços, franceses e italianos. Em 1879 foi fundada a Colônia Maria Luiza, entre as colônias Alexandra e Pereira, em Paranaguá. A colônia contou com imigrantes alemães, italianos e russos. Ainda na década de 1870 alemães fixaram residência na Colônia Cupim, em Imbituva. Em 1885 colonos alemães e poloneses fundaram a Colônia Contenda, as margens do rio Contenda, próximo a Lapa.
A Colônia Federal de Ivay foi fundada em 1907 e compreendia colonos alemães, austríacos, russos e poloneses. De acordo com dados do censo de 1915, Ivay contava com aproximadamente 2560 austríacos, 590 russos, 471 brasileiros, 84 alemães, 18 holandeses e 5 suíços. No censo de 1918 as informações apontavam que na Colônia Federal Ivay viviam 3854 pessoas, entre elas, imigrantes alemães, russos, poloneses e ucranianos, vindos da região da Galícia.
Entre 1910 e 1916, colonos alemães se estabeleceram entre União da Vitória, Porto Vitória e Cruz Machado, formaram colônias na região a exemplo da colônia Amazonas. A terceira leva de imigrantes ocorreu em meados da Primeira Guerra Mundial, a partir de 1914, pelo empobrecimento da Alemanha. Já a última grande onda ocorreu na década de 1940 ao longo da Segunda Guerra Mundial (1944). O cultivo de erva mate e a pecuária estimulavam e favoreciam a imigração. Em 1919, entre 70.000 e 80.000 emigrantes da porção austríaca do Império Austro-Hungaro viviam no estado do Paraná e eram frequentemente subsumidos nas categorias de “alemães”, “italianos”, "rutenos", "ucranianos" ou “poloneses” conforme a língua que falavam; apagando-se assim as categorias culturais e nacionais.
No norte do Paraná, perto de Londrina, estabeleceram-se em meados de 1930, alemães originários de Danzig (hoje parte da Polônia), judeu-alemães e teutobrasileiros filhos de imigrantes alemães que tinham se radicados em Santa Catarina e Rio Grande do Sul que remigraram para o norte do estado Paraná e ocuparam a região de Cambé e Rolândia. Em 1933 o pastor Wilhelm Fugmann fundou a Colônia Augusta Vitória, no município de Ortigueira. Também em 1933 foi fundada a Colônia Terra Nova com 116 famílias no município de Castro. Após esse período, o estado registrou outros fluxos menores.
Em 1951, um grupo de alemães que haviam se estabelecido no município de Witmarsum, em Santa Catarina, transferiu-se para o o município de Palmeira, no Paraná, e fundaram a Colônia Witmarsum na fazenda Cancela. Esse grupo étnico-religioso, teve sua origem na Frísia, entre Holanda e Alemanha, imigrando para a Rússia no século XVIII e no século XX ocuparam diversas colônias no Brasil, Estados Unidos, México, entre outros países. Essas famílias trouxeram a religião menonita, o cooperativismo, e outros elementos da cultura alemã, como língua, educação e culinária, sendo considerada uma comunidade trilíngue: plautdietsch, hochdeutsch e português).
Também em 1951 foram fundadas cinco colônias agrícolas que deram origem ao distrito de Entre Rios, em Guarapuava. As colônias foram ocupadas por aproximadamente 500 famílias alemãs suábias do Danúbio. Os suábios eram alemães que ocupavam o vale do rio Danúbio e foram expulsos de suas terras. Como imigrações coletivas de alemães, tem também o empreendimento da Sociedade Maripá (Companhia Madeireira Rio Paraná), perto de Toledo, no oeste do Paraná.

### Chegada dos alemães a Curitiba
Os primeiros alemães se instalaram no Centro Histórico, São Francisco e proximidades até a altura da Praça Tiradentes. A instalação dos alemães em Curitiba não constava dos planos do governo imperial, grande incentivador da imigração, como forma de ocupação dos espaços vazios existentes no pais no inicio do século XIX. 
Após a chegada em 6 de fevereiro de 1829, data consagrada a fundação de Rio Negro, as famílias alemãs passaram a enfrentar muitas dificuldades de adaptação, devido a sua vocação predominantemente urbana. Então, foram à Curitiba inúmeras famílias entre 1830 e 1840. O mesmo problema ocorria nas colônias de Santa Catarina, entre elas, a Colônia Dona Francisca, hoje Joinville, e muitos imigrantes alemães acabaram reimigrando e convergindo para a capital paranaense Curitiba, após 1850, via São Bento do Sul, estabeleceram-se principalmente ao norte do Rocio, formando diversas chácaras na
região. A vinda foi promovida pelo clima mais ameno do planalto e pela situação econômica favorável da recém-instalada capital da mais nova província, em Curitiba o salário foi quase o dobro comparado com o de Colônia Dona Francisca. Consequentemente, pode-se dizer que os alemães que reimigraram da região de Joinville e Blumenau para Curitiba no século XIX, encontraram um cenário melhor preparado no Paraná do que nas duras condições pioneiras naquelas localidades.
No que se tem registro, um dos primeiros alemães que chegou a Curitiba foi Michael Müller em 1830, onde participou ativamente da vida social e política da cidade. Construiu diversos empreendimentos, entre eles, uma ferraria que foi visitada por D. Pedro II em 1880. Diversas outras colônias agrícolas foram fundadas em Curitiba, muitas delas eram mistas e contavam com imigrantes alemães. Em 1869 foi fundada a colônia Argelina, em 1870 a colônia Pilarzinho, em 1873 a colônia Abranches, em 1877 a colônia Riviere, em 1886 a colônia São João Batista. Os alemães viviam em comunidade e cultivavam relações sociais principalmente com pessoas do mesmo grupo étnico, dando preferência aos negócios de imigrantes alemães, como armazéns, moinhos, olarias, ferrarias e madeireiras. Em Curitiba, além de empreendimentos agrícolas e pecuários, os grupos germânicos contribuíram para a urbanização da cidade, com a imprensa e com atividades artísticas, como música, teatro e cinema.
Em 1876, dos cinco médicos de Curitiba, um era alemão. De dois farmacêuticos, um era alemão. De cinco botequins, eles tinham quatro. O mestre de construção da atual Catedral Metropolitana de Curitiba, era alemão assim como o primeiro moinho construído em Curitiba, nas Mercês. Aos alemães pertenciam as cinco serras hidráulicas então existentes na cidade. Nesse ano, apesar de não se permitir, na época, a construção de igrejas que não fossem católicas – foi erigida a Igreja Evangélica Luterana de Curitiba, com torre em estilo gótico. Possuíam ainda olarias, moinhos, engenhos de erva-mate, cervejarias, estufas de cal, marcenarias, selarias, relojoarias, alfaiatarias, hotéis, padarias, açougues, entre outros comércios e empreendimentos. Em um contexto geral, tanto as profissões como no comércio e a cultura ficaram muito diversificadas através da chegada dos alemães. Os alemães em Curitiba estiveram na hierarquia de status da sociedade luso-brasileira.

### Imigração alemã no Norte Paranaense
A imigração alemã possuiu colônias na região norte do Paraná, tendo como destaques a cidade de Rolândia, Cambé e Joaquim Távora. Também, outras cidades tiveram significativo números de imigrantes alemães como Maringá, Nova Esperança e Londrina.
Em 1924 foi fundada no norte pioneiro a Colônia São Miguel, em Joaquim Távora, onde abrigou inicialmente muitas famílias eslavas, de origem ucraniana e polonesa, além de alguns alemães. Já uma das primeiras colônias alemãs na região norte do estado foi Heimtal, fundada em 1929 em Londrina.
Em janeiro de 1932 chegaram os primeiros alemães para povoar a colônia Nova Dantzig, em Cambé. Também chegaram alemães e eslovacos para a ocupar a Colônia Bratislava, ainda em Cambé. A partir de 1933 chegaram os alemães na Colônia Gleba Roland, que deu origem a cidade de Rolândia. Em Rolândia está um cemitério alemão onde dezenas de imigrantes e seus descendentes estão enterrados, como Erick Koch-Wesser, ex-ministro alemão, Max Herman Maier, advogado alemão que se tornou cafeicultor no norte do Paraná, bem como do pioneiro Karl Schröder Além disso, ocorre anualmente na cidade a Oktoberfest, tradicional festa alemã que atrai turistas de toda a região. Também, como reconhecimento da expressão cultural e do número de descendentes de alemães na cidade, Rolândia é sede do Consulado Honorário Alemão

## Educação alemã no Paraná

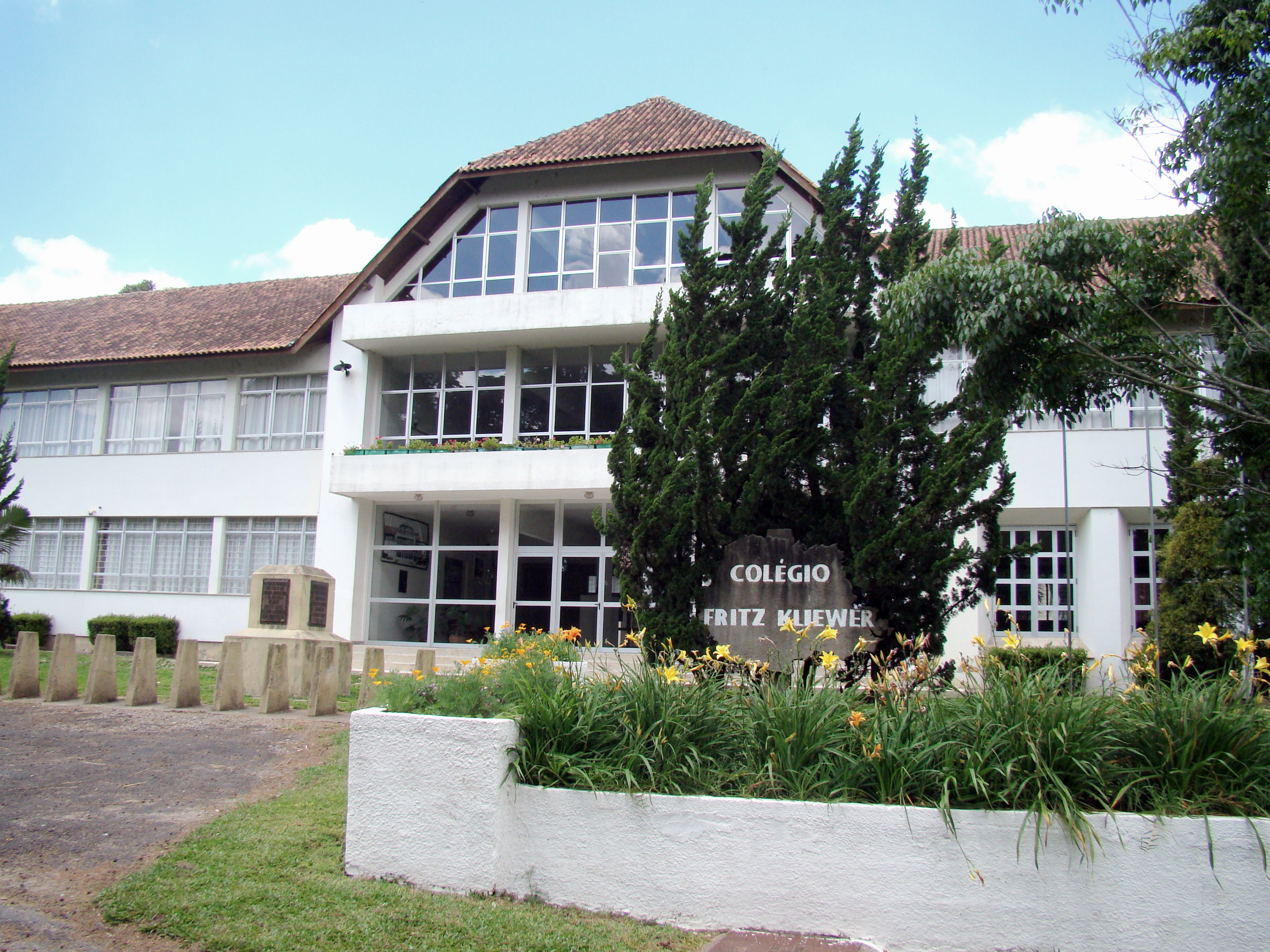
O Colégio Estadual Fritz Kliewer, na Colônia Witmarsum, ensina não só em língua portuguesa como também em baixo-alemão.

Chegando no Brasil, os imigrantes, no século XIX, não esperaram a ação do governo para as instalações de escolas para seus filhos. No final do século XIX, em Curitiba já havia pelo menos uma escola alemã constituída, mas de religião luterana. Esta escola atendia primeiramente este grupo étnico religioso, e assim, o seu currículo escolar era semelhante ao das escolas da Alemanha, com o ensino em língua alemã, e não ao padrão das escolas públicas brasileiras.
Em 1869 foi criada a Escola Alemã, em Curitiba, por um grupo de imigrantes, que, mais tarde, daria origem ao Colégio Progresso em 1914. Em 1896 os alemães católicos fundaram a Katholishe Deutsche Volks-schule zu Curtitiba (Escola Católica Elementar Alemã de Curitiba, atualmente Grupo Bom Jesus), nos moldes das escolas da Alemanha. Estas escolas foram construídas e mantidas com o esforço das comunidades étnicas. No caso específico deste grupo étnico, o uso da língua alemã em casa, na imprensa, na igreja e na escola contribuiu para a manutenção de uma identidade cultural até a década de 1930, onde foi fechada pelo Governo de Getúlio Vargas, época da campanha de nacionalização no Estado Novo.

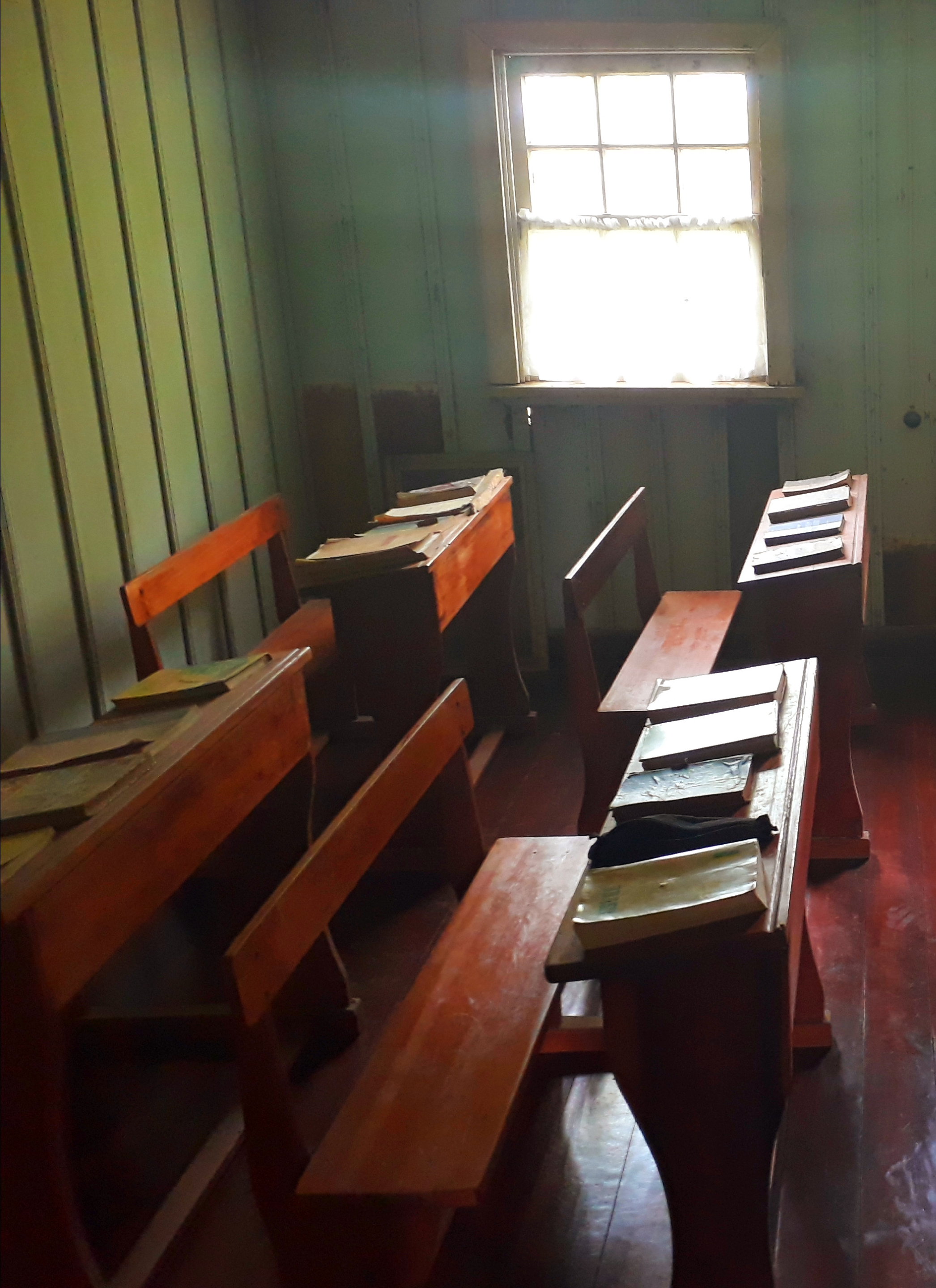
Exemplo de uma escola alemã na década de 1950, no Museu Histórico de Witmarsum.

Em 1909 foi fundada pelos alemães a primeira escola jardim de infância de Curitiba, sendo a segunda do Paraná. Em 1930 o Paraná possuía o registro de 38 escolas alemãs em funcionamento, número considerado inferior em relação aos demais estados da região Sul. A maioria dessas escolas estavam localizadas na região de Curitiba, Campos Gerais e Sul do estado, como: Curityba, Colégio Progresso (Curitiba), 1869; Castro, 1896; Curityba, Colégio Divina Providência (Curitiba), 1903; Colônia Iraty, (Irati), 1910; Colônia Carambehy, (Carambeí), 1916; Colônia Amazonas (Porto Vitória), 1920; Caxambu (Castro), 1922; Bom Jardim do Sul (Ivaí), 1923; Linha Independência (Cruz Machado), 1924; Colônia Concórdia (Cruz Machado/União da Vitória), 1926; Cruz Machado (Cruz Machado/União da Vitória), 1926; Colônia Antônio Rebouças, 1928; Cândido de Abreu (Reserva), 1929; Castro, 1929. Em 1936, os alemães menonitas fundaram a Escola Boqueirâo, ofertando aulas em língua alemã no bairro Boqueirão, em Curitiba. Em 1956, o nome foi alterado para Ginásio Erasto Gaertner e, depois, Colégio Erasto Gaertner, já em 1966, sendo criado o "curso científico", o que corresponde ao ensino médio, mantido pela Fundação Educacional Menonita.

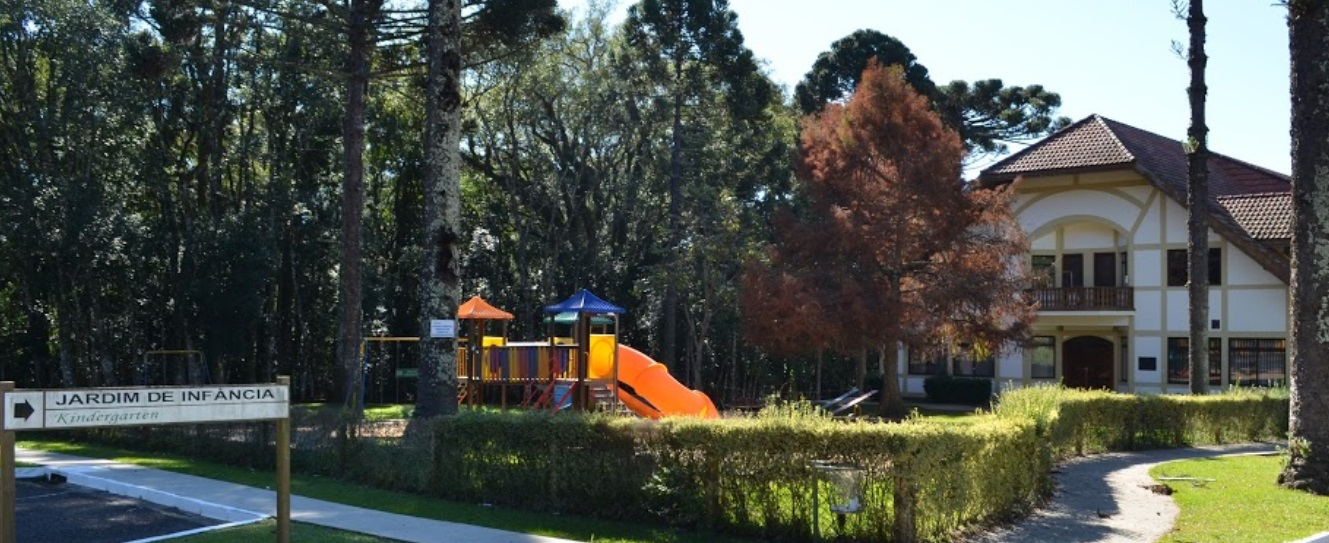
Colegio Imperatriz Dona Leopoldina em Entre Rios, Guarapuava, oferece ensino de alemão. Sinalização bilíngue do Jardim de Infância

Em 1979, foi fundada a "Associação Colégio Suíço-Brasileiro de Curitiba", dando origem ao Colégio Suíço-Brasileiro de Curitiba (Schweizerschule Curitiba), colégio bilíngue que oferta o ensino em língua portuguesa e alemã, embora com ênfase na cultura e tradição suíça, e sem vínculo religioso. A instituição foi criada para atender, a princípio, a comunidade germânica no Paraná, como descendentes de suíços, alemães e austríacos. O currículo inclui ainda aulas no idiomas inglês e francês. Além de alunos brasileiros, o colégio já chegou a atender alunos de mais de doze nacionalidades.

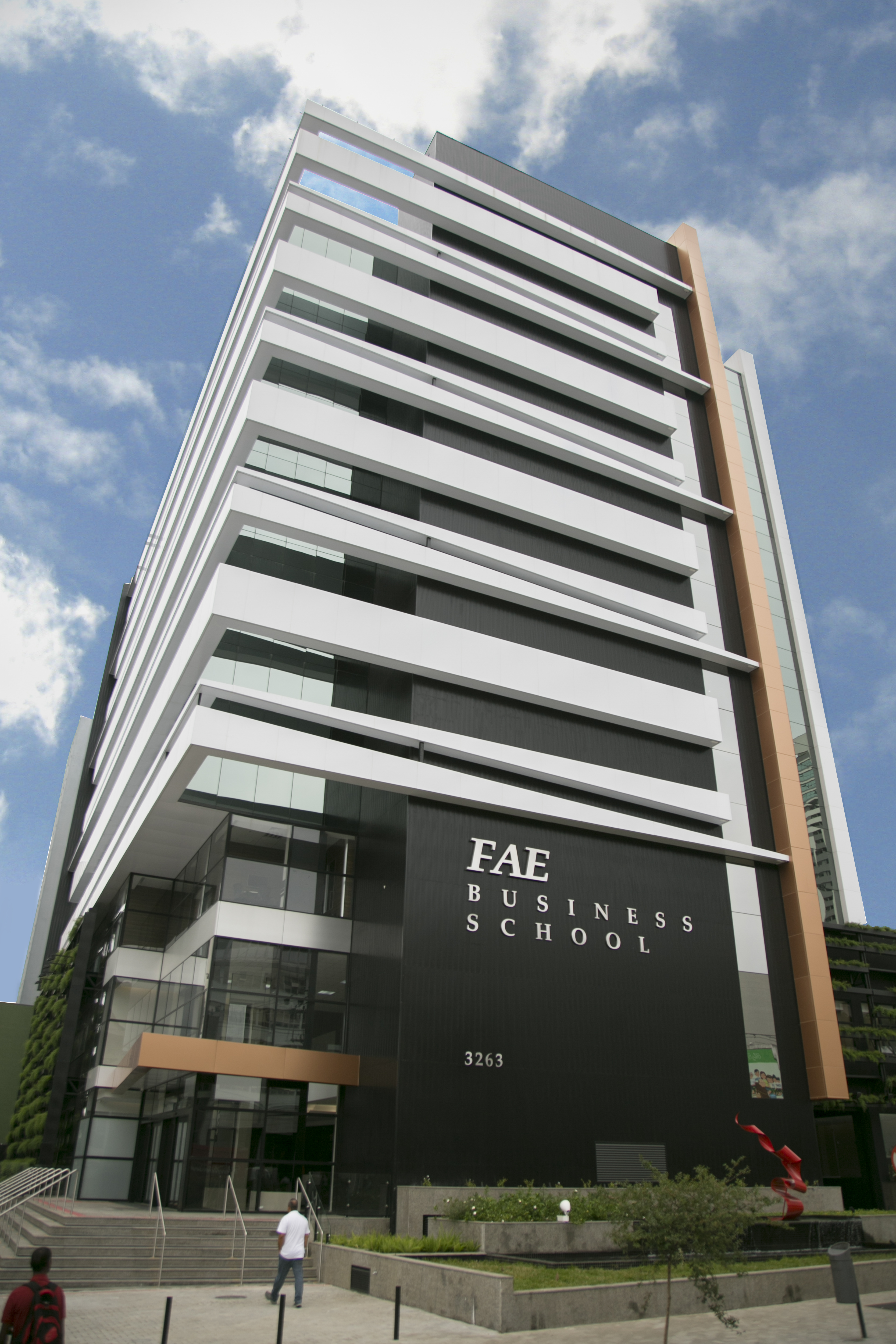
Campus da FAE Business School, do Grupo Bom Jesus, em Curitiba.

O currículo das escolas alemãs, diferente das escolas brasileiras, foi um elemento cultural que contribuiu com a manutenção da identidade étnica do grupo. A organização curricular também enfatizava a ênfase na manutenção da identidade étnica, através das disciplinas curriculares como o ensino da religião, da língua alemã, história universal e geografia, evidenciando-se a identidade com as escolas da Alemanha e não com a realidade brasileira.  Mas, para a formação da nação brasileira, era necessário que as escolas ensinassem a língua pátria e enfatizassem o ensino do Hino e da Bandeira Nacional, como também a história e a geografia do país. Nas leis persistia a ideia de nação brasileira, tendo como suporte básico o uso da língua nacional e a não tolerância de línguas estrangeiras em território nacional; mesmo assim, o fator que levaria a inserção do ensino de língua portuguesa enfrentava a questão da ausência nas colônias de professores que dominassem o idioma nacional brasileiro. “O problema maior era constituído pelos professores, pois eles próprios, na maioria dos casos,
dominavam precariamente o português”.
Hoje, existem escolas como o ensino do currículo nacional, com o ensino da língua alemã. Uma delas é a Escola Alemã de Curitiba (Deutsche Schule Curitiba) que proporciona aos estudantes a aquisição dos conhecimentos por meio da língua alemã e da língua portuguesa nas idades do ensino fundamental. Também,  promove a intensificação do ensino da língua inglesa. Já o Colégio Bom Jesus de Curitiba deu origem ao Grupo Bom Jesus, que também fundou em 1957 a Faculdade de Ciências Econômicas, dando origem a Faculdade Católica de Administração e Economia – FAE. A instituição virou a FAE Centro Universitário, que passou a integrar um programa de internacionalização, possuindo parcerias com instituições da Alemanha, como: Fachhochschule Münster; Goethe Institut; International University Bad Honnef; Technische Hochschule Wildau. A FAE possui unidades em Curitiba, São José dos Pinhais, Araucária e Blumenau. Em Guarapuava, o Colégio Imperatriz Dona Leopoldina oferece ensino bilíngue em alemão.

## Cultura alemã no Paraná
O legado dos imigrantes é facilmente visto quando se anda pelas ruas do Centro de Curitiba, principalmente por conta da arquitetura da região. Um estudo sobre essa influência germânica chegou a servir como base no qual se evidenciavam traços da imigração germânica nas construções locais na capital paranaense.
Há uma diversidade cultural e de costumes entre os próprios imigrantes e seus descendentes. São distintos dialetos, ramos profissionais, hábitos e práticas religiosas. Muitos imigrantes provenientes de diferentes regiões vinham no mesmo navio para o Brasil. Eram costumes e culturas diferentes que acabaram se misturando. Danças, idioma, culinária, religiosidade, vestuário, folclore. O legado sociocultural deixado pelos imigrantes alemães no Paraná é diversificado. Atualmente os descendentes tentam preservar a memória da imigração e falar algumas expressões que eles utilizavam, já que o idioma foi uma das maiores repressões que seus antepassados tiveram.
A comunidade alemã no Paraná fundou diversos clubes sociais e culturais, como o Verein Deutscher Sängerbund (Clube Concórdia), em 1869; o Weringe Thalia (Sociedade Thalia), em 1882; o Handwerker Unterstuetzungs verein (Clube Rio Branco), em 1884; e o Teuto Brasilianischer Turnverein zu Curitiba (Clube de Ginástica Teuto Brasileiro de Curitiba, atualmente Clube Duque de Caxias), em 1890. Mais de 50 associações diferentes foram criadas, sendo que cada um com sua própria vocação. O Sport Club Germânia (posteriormente Graciosa Country Club), por exemplo, foi criado para os praticantes de tênis. No norte do Paraná, foi criada em 1960 a Associação Cultural Teuto-Brasileiro de Maringá.
O edifício onde funcionou o Teatro Hauer, em Curitiba, foi construído em 1889 pelo imigrante e comerciante alemão Joseph Hauer e em 1891 o também alemão Ludovico Carlos Egg inicia as atividades do teatro. O Teatro Hauer foi inaugurado com a apresentação da Companhia Dramática Alemã.

### Religião
A maioria dos imigrantes alemães que chegaram ao Paraná eram católicos, luteranos e menonitas. Os primeiros alemães que chegaram ao Paraná, em sua maioria, eram luteranos. Reuniam-se, inicialmente, nas casas das famílias para celebrar seus cultos. Nesta época, havia entre eles ausência de pastores. Em 1860, um pastor de Joinville, Johann Friedrich Gärtener, atendia uma vez por mês os luteranos de Curitiba. Nesta época, em torno de 20 famílias se reuniam em culto com o P. Gärtener. Este atendimento esporádico perdurou até 1866, quando a comunidade já tinha em torno de 50 famílias. Ao finais do 1866, era formalmente fundada a primeira Igreja Luterana de Curitiba, que teve o seu primeiro pastor O P. Gärtener, estabelecido nesta cidade, que também criou a primeira escola da comunidade. Houve um conflito interno e a comunidade separou-se em dois grupos. Um grupo que apoiava o P. Gärtener e o outro grupo que veio ser atendido por um pastor proveniente do Sinodo do Rio Grande do Sul, P. Kröhne. Logo em seguida, o P. Gärtener veio a falecer e o P. Kröhne regressou à Alemanha. Até que P. Dr. Hermann Borchard chegou da Alemanha e uniu os dois grupos novamente. Ele ficou apenas dois anos e desse grupo embrionário, outras comunidades foram formadas. A comunidade é também mantenedora do Cemitério Luterano, Colégio Martinus, e instituições da FLAS- Fundação Luterana de Ação Social.
Curitiba passou a receber colonos alemães menonitas vindos da Rússia, em busca de novas terras no Brasil a partir de 1934. Uma das primeiras famílias que chegaram foi do Sr. Jacob Goossen. Inicialmente, a maioria dos menonitas que chegaram a Curitiba, procuravam alugar ou comprar pequenas propriedades no Bairro de Vila Guaíra, por que ali já moravam várias famílias de origem alemã. Também, se estabeleceram nos bairros Pilarzinho, Bacacheri, e em seguida passaram a habitar a região do Boqueirão e Xaxim. Para os cultos se reuniam em casas. Em 1942 foi construída a primeira capela. Uma das lembranças à comunidade em Curitiba é a Praça da Colonização Menonita. Ainda em Curitiba, os menonitas realizam importantes atividades como o atendimento de crianças pela Associação Menonita de Assistência Social (AMAS).

### Língua alemã no Paraná

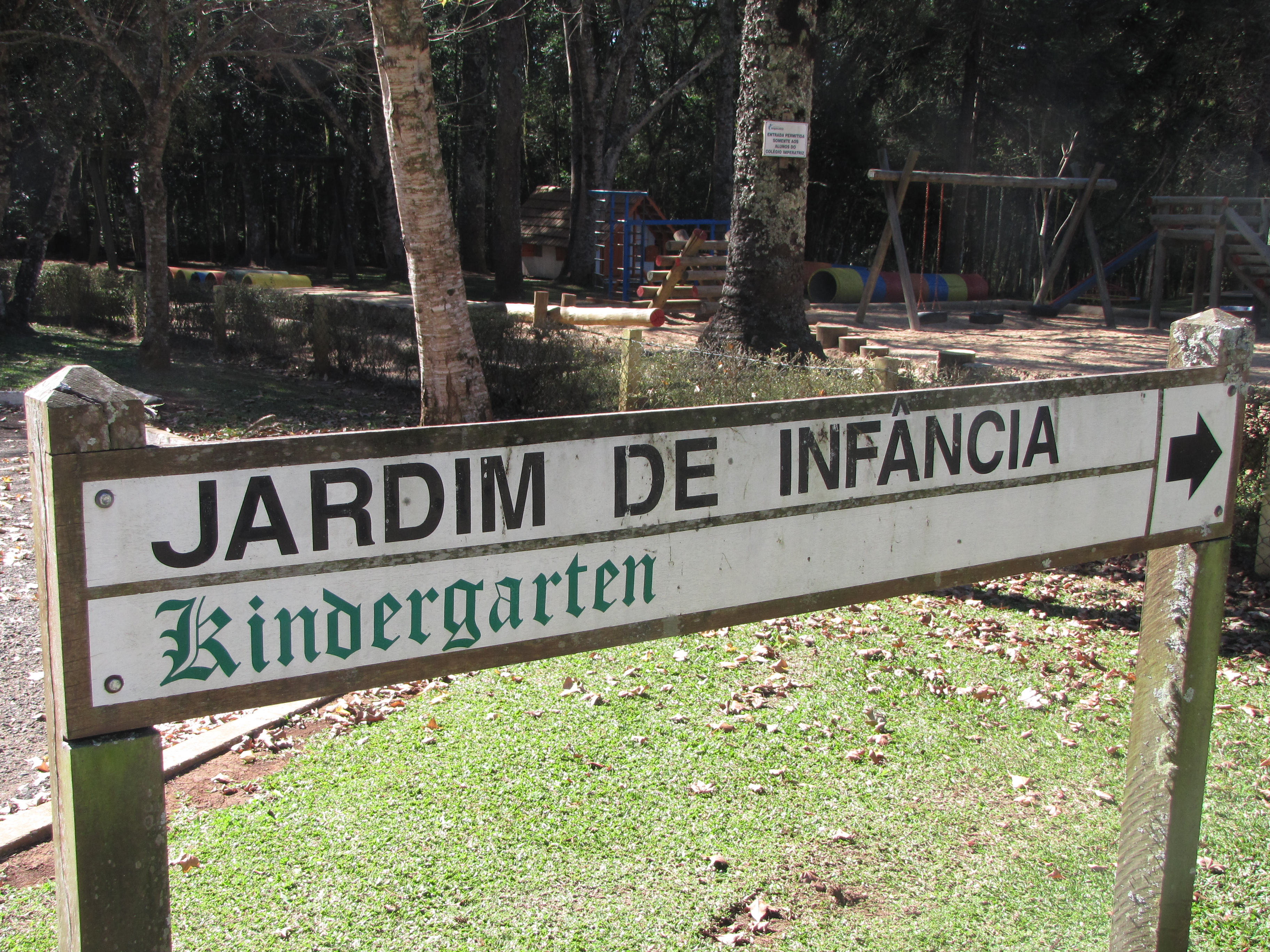
Sinalização bilíngue de Jardim de infância, em português e alemão, em Entre Rios, Guarapuava.

No estado Paraná chegaram diversas etnias com línguas germânicas, entre elas, destacam-se: alemães-bessarábios e alemães do Volga da Rússia incluindo os Menonitas; suábios ou alamanos na atual Alemanha; suábios do Danúbio hoje parte da Hungria e outras regiões do Sudeste da Europa; austríacos e suíços. Cada grupo falam seu próprio dialeto que trouxeram do seus povos de origem. Ao contrário dos estados Rio Grande do Sul, Santa Catarina e Espirito Santo, que receberam grandes grupos de colonizadores da Hunsrück, Alemanha e Pomerânia, na região do Mar Báltico, hoje parte da Polônia, tiveram como resultado a rápida expansão dos idiomas hunsriqueano ou hunsrik, pomerano e katarinensisch como os grupos linguísticos maiores que compõem a variante do alemão brasileiro falado no Brasil por quase 4 milhões de teuto-brasileiros e germanófilos no país e na América do Sul.
Uma variação conhecida como alemão volgaparanaense é a variante mais falada no Paraná e Entre Ríos (Argentina), pelos descendentes de alemães menonitas vindos da Rússia, mesmo assim, ouvir falar em alemão é mais habitual entre os descendentes de imigrantes, que ao invés de um dialeto local.

### Agricultura, pecuária e cooperativismo
Outra influência cultural dos imigrantes alemães no Paraná é em relação as atividades econômicas desenvolvidas por eles. Contribuíram com a agricultura do estado, com a criação de animais e a formação de cooperativas. No Paraná existem alguns exemplos de cooperativas fundadas por famílias alemãs como a Cooperativa Mista Agropecuária Witmarsum e a Cooperativa Agrária Agroindustrial. Os alemães agricultores trouxeram técnicas que implantaram no cultivo de diversas culturas, principalmente lavouras temporárias como feijão, arroz, milho, trigo. Além do mais, possuíam conhecimento de carpintaria e marcenaria, o que ajudou a implementar tecnologias agrícolas. Na pecuária, se dedicaram na criação de porcos e vacas leiteiras, produzindo banha, salsichas, leite e queijos. Boa parte dos colonos também mantinham hortifrutis e comercializavam frutas, legumes e verduras. A maior parte dos produtos era vendida nas cidades próximas das colônias.
Em 1945 os alemães fundaram a Cooperativa Mista Boqueirão em Curitiba, onde focavam na criação de gado leiteiro e na produção de laticínios. A Cooperativa Agrária foi fundada por alemães suábios em Guarapuava em 1951. A cooperativa é especializada em grãos, principalmente soja, milho, cevada e trigo, sendo referência em culturas de inverno no Brasil. A Cooperativa Witmarsum, em Palmeira, foi fundada pelos colonos alemães em 1952. Os principais produtos são a produção de leite e de grãos. A cooperativa faz o beneficiamento do leite bovino e distribui com a marca Cancela. Há ainda diferentes tipos de queijos, com a marca Witmarsum (os primeiros do país a ganhar selo de indicação geográfica). A cooperativa produz, pelo menos, 20 toneladas de queijo por mês e 25 mil litros de leite processados diariamente, abastecendo mercados em todo o Paraná. Os cereais, como soja, trigo e canola, são armazenados pela cooperativa e, depois de secados e prontos para comercialização, são vendidos para diversas empresas do setor agrícola, nacionais e multinacionais, seja para beneficiamento e transformação em inúmeros produtos ou para exportação. Já o milho produzido é destinado para a fábrica de rações.

### Culinária

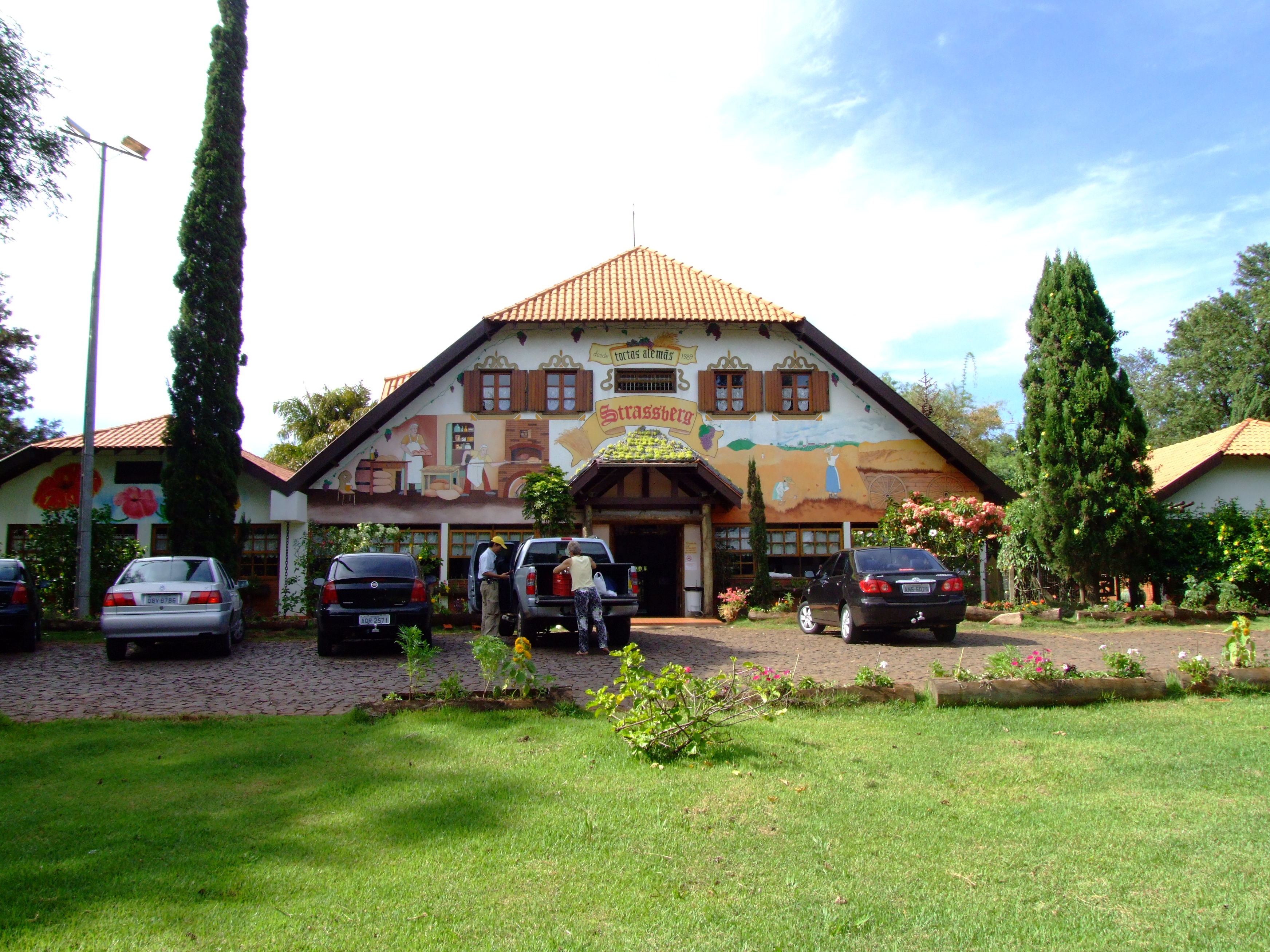
Restaurante típico alemão na localidade de Warta, em Londrina.

A arte de preparar alimentos e diferentes pratos no Paraná também recebeu influências alemãs. No estado os germânicos e os eslavos, por exemplo, diversificaram a confecção de pães, bolos e doces. O consumo de carne suína e de embutidos também são parte dessa herança culinária. A colonização de algumas regiões pelos povos germânicos ajudaram a formar vários hábitos culinários do Paraná, entre eles o de preparar e consumir salsichas. Em alguns locais do estado a salsicha mais comum era a tipo vienense, principalmente na região de Curitiba, onde a salsicha ficou conhecida por vina. A palavra "vina" é uma equivalência fonética do alemão "wiener" que significa "vienense" ou proveniente de Viena. Wien significa Viena e Wurst significa salsicha. No Paraná ainda são encontradas outras variedades de salsichas como a salsicha Frankfurter, originalmente feita somente de carne suína, sendo proveniente da região de Frankfurt, do centro da Alemanha, e a Bockwurst, maior que a vienense e a frankfurter.
Entre as carnes, a suína é bastante valorizada, sendo servida no dia a dia praticamente o ano todo. Entre os derivados, o lombo de porco defumado (kasseler) é uma iguaria bastante consumida, sendo servida com purê de batata ou chucrute sauerkraut. Outras carnes são consumidas, porém em menor intensidade, como a carne de marreco.
Entre os vegetais é comum o preparo de repolho e batatas, principalmente cozidos. A batata, além de cozida, também é servida como salada (kartoffelsalat). As frutas preferidas são a maçã, as ameixas e as cerejas, onde podem ser usadas em tortas, doces, geleias e chimias (schmier). As tortas são conhecidas como streusel. Entre os bolos, o mais popular da culinária germânica no Paraná é a cuca ou cuque (streuselkuchen). Há também o bolo de natal baumkuchen.
Há uma vasta variedade de pães de trigo, integrais e com centeios, além de bolachas e folhados. Muitos desses pratos são servidos no café colonial. O pão cozido, a exemplo do knödel', ainda é comum em muitas comunidades. o pão cozido com repolho é facilmente encontrado em Palmeira, onde também é servido com carne suína, recebendo o nome de pão no bafo ou tampf kleis.
A cerveja, que começou a ser consumida em fins do século XVIII no Brasil, é hoje uma das bebidas alcoólicas mais comuns em todo o estado. As primeiras cervejas produzidas pelos colonos eram destinadas ao próprio consumo. Foi a partir de 1867, com a chegada de imigrantes alemães em torno de Curitiba, que trouxeram consigo o hábito de fabricar e beber sua própria cerveja, passando esta bebida a ser consumida pelos curitibanos. O Paraná se consolidou como um grande produtor de cevada e cerveja, com a presença de grandes cervejarias. Mais recentemente a região tem se destacado inclusive na produção e consumo de cervejas artesanais. Os chopes alemães fazem parte da cultura paranaense e estão presente no cotidiano e em grandes festas e eventos, como as festas do chope, oktoberfest e carnavais.

### Festividades e folclore
Como herança cultural, os imigrantes alemães trouxeram ao Paraná diversas festas e elementos do folclore, como dança e música. Os grupos alemães se reúnem em diversos grupos folclóricos em praticamente em todas as regiões do estado. Pelo menos vinte grupos folclóricos germânicos são encontrados no Paraná. Esses grupos buscam resgatar a cultura germânica e preservar hábitos e expressões artísticas, como música, canto e danças. Em Curitiba foi fundado em 1964 o Grupo Folclórico Germânico Alte Heimat, que utiliza trajes típicos de várias regiões da Alemanha, Áustria e Suíça, como Miesbach, Appenzell, Tirol, Holstein e Pommern. Ainda em Curitiba, há outros grupos folclóricos germânicos, como o  Original Einigkeit Tanzgruppe; Concordias Germanische Volkstanzgruppe; e o Grupo Folclórico Alemão Grunewald fundado em 1987, do Clube Duque de Caxias, no bairro Bacacheri, que mantém também o Coral Som do Bosque.
Em 1977 foi fundado o Grupo Folclórico Alemão Grüne Stadt em Maringá, sendo subdividido em grupo adulto, grupo infantil, bandinha típica e orquestra. O grupo apresenta 60 danças típicas, entre elas, a dança da cerveja, a dança do vinho da região do Reno, a dança da colheita do lúpulo, do trigo, de uvas, além de danças acrobáticas, humorísticas, teatrais e românticas.Atualmente conta com mais de cem integrantes e está vinculado a Universidade Cesumar. Em Rolândia, os descendentes de alemães formaram dois grupos folclóricos para a preservação da cultura germânica, o Rotkappen fundado em 1988 e o Volkstanzgruppe Weisser Schwan fundado em 1992.
Outros grupos folclóricos podem ser encontrados no Paraná, como: Grupo Folclórico Germânico Trier, de Rio Negro; Bauerntanzgruppe, de Witmarsum, Palmeira; Grupo Folclórico Alemão Sonnenstrahl, de Terra Nova, Castro. Grupo Folclórico Alemão Heimatland, de Nova Santa Rosa; Grupo Immer Lustig, de Nova Santa Rosa; Grupo Die Kleine Tänzer, de Quatro Pontes; os grupos Goldener, Unzerland, Mosental, de Marechal Cândido Rondon; Grupo Tranz und Liebe, de Palotina; Grupo Fest und Tanz, de Capanema; Grupo de Danças Alemãs de Planalto; Grupo Fülling, de Jacutinga, Francisco Beltrão.

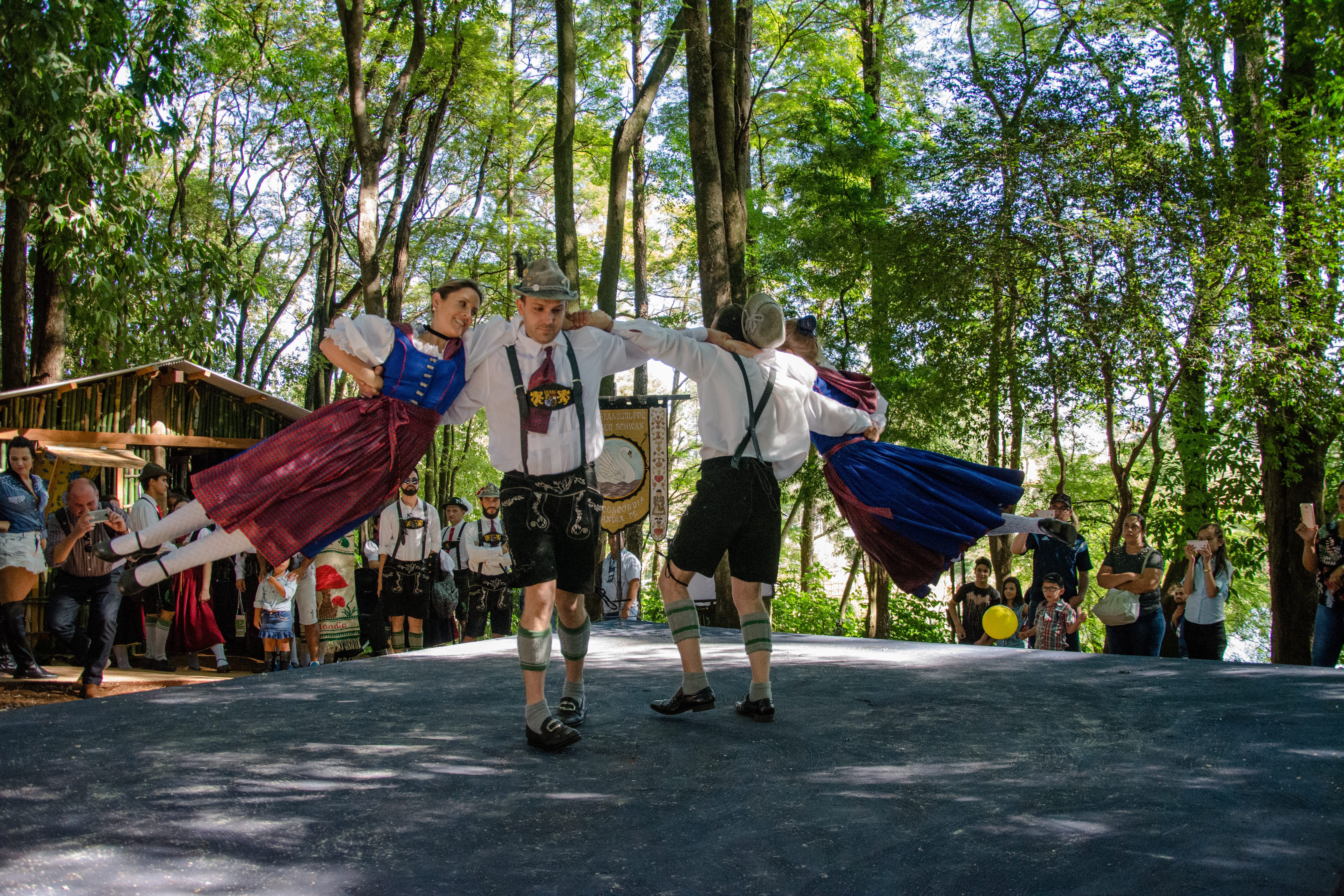
Apresentação do grupo folclórico alemão Volkstanzgruppe Weisser Schwan, da cidade de Rolândia.

Os descendentes de alemães e as comunidades onde estão inseridos preservam festas típicas, como religiosas e gastronômicas. As mais conhecidas são a Festa Nacional do Chope Escuro, conhecida como Münchenfest; a Oktoberfest de Marechal Cândido Rondon; e a Oktoberfest de Rolândia, que já faz parte do calendário oficial de turismo do Paraná e atrai anualmente uma média de cem mil visitantes.
Outros eventos de importância local em outros municípios reúnem festividades com pratos típicos, chopes, jogos germânicos, desfiles, grupos folclóricos e bandas musicais, como a Festa Bucovina de Rio Negro, conhecida como BucovinaFest (Bukowinenfest), promovida pela comunidade bucovina da Associação Alemã-Bucovina de Cultura de Rio Negro; a Einwander Fest, em Porto Vitória; a VolksFest de Witmarsum; Oktoberfest Curitiba, em Curitiba; e o desfile de tratores de Entre Rios, em Guarapuava.

## Galeria

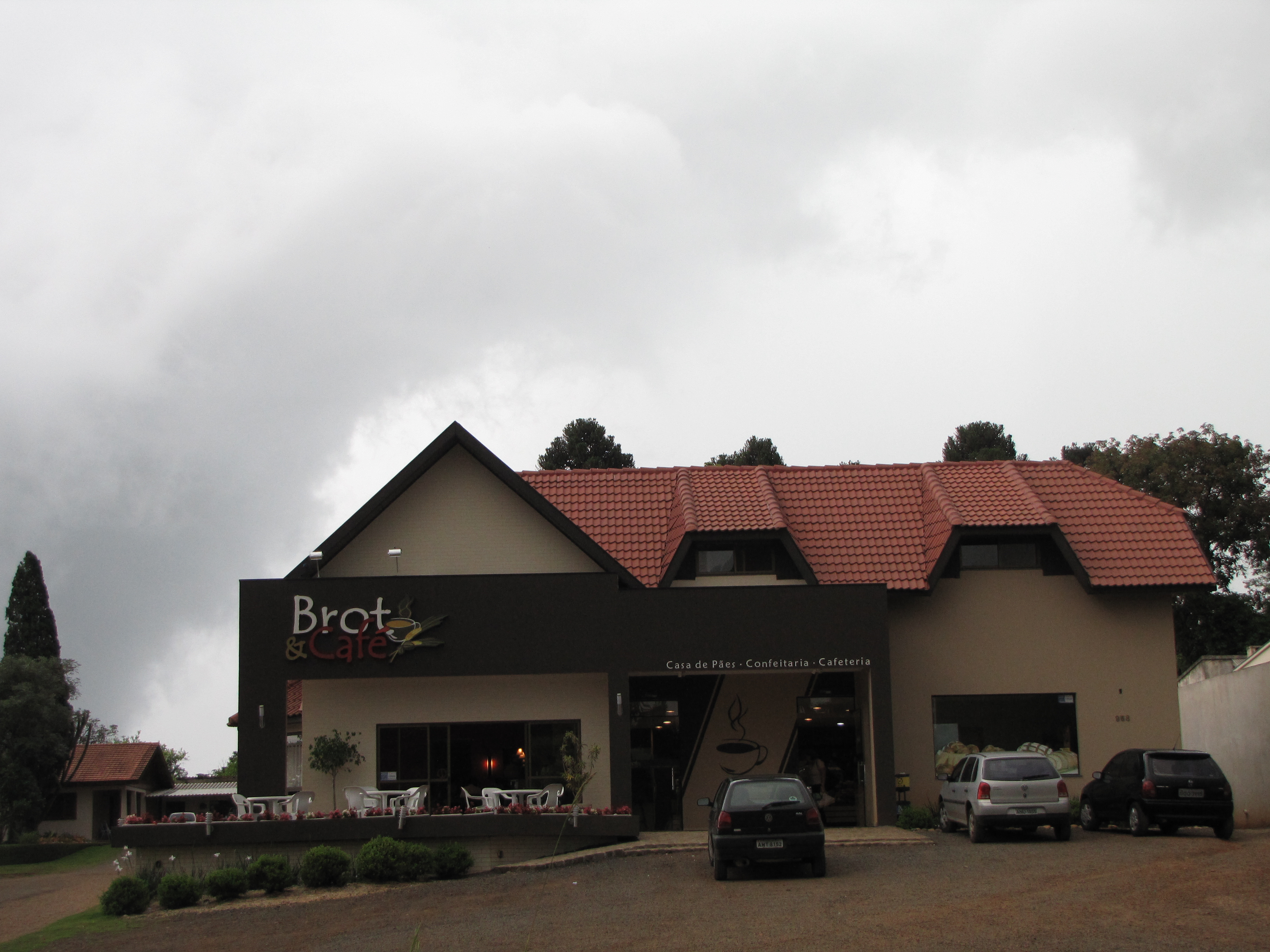
Estabelecimento de café colonial em estilo suábio em Guarapuava.
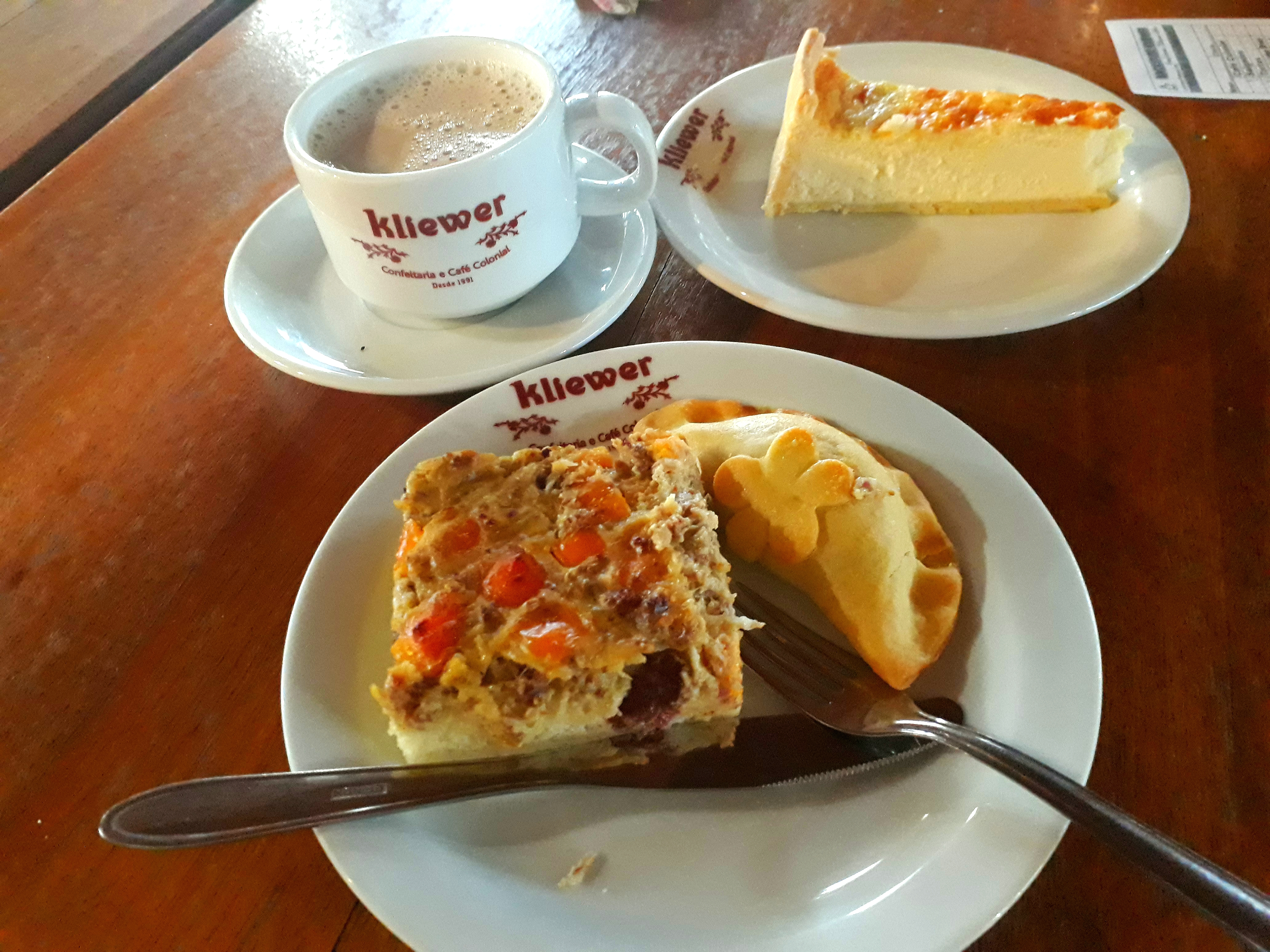
Café colonial servido em uma confeitaria alemã de Witmarsum.
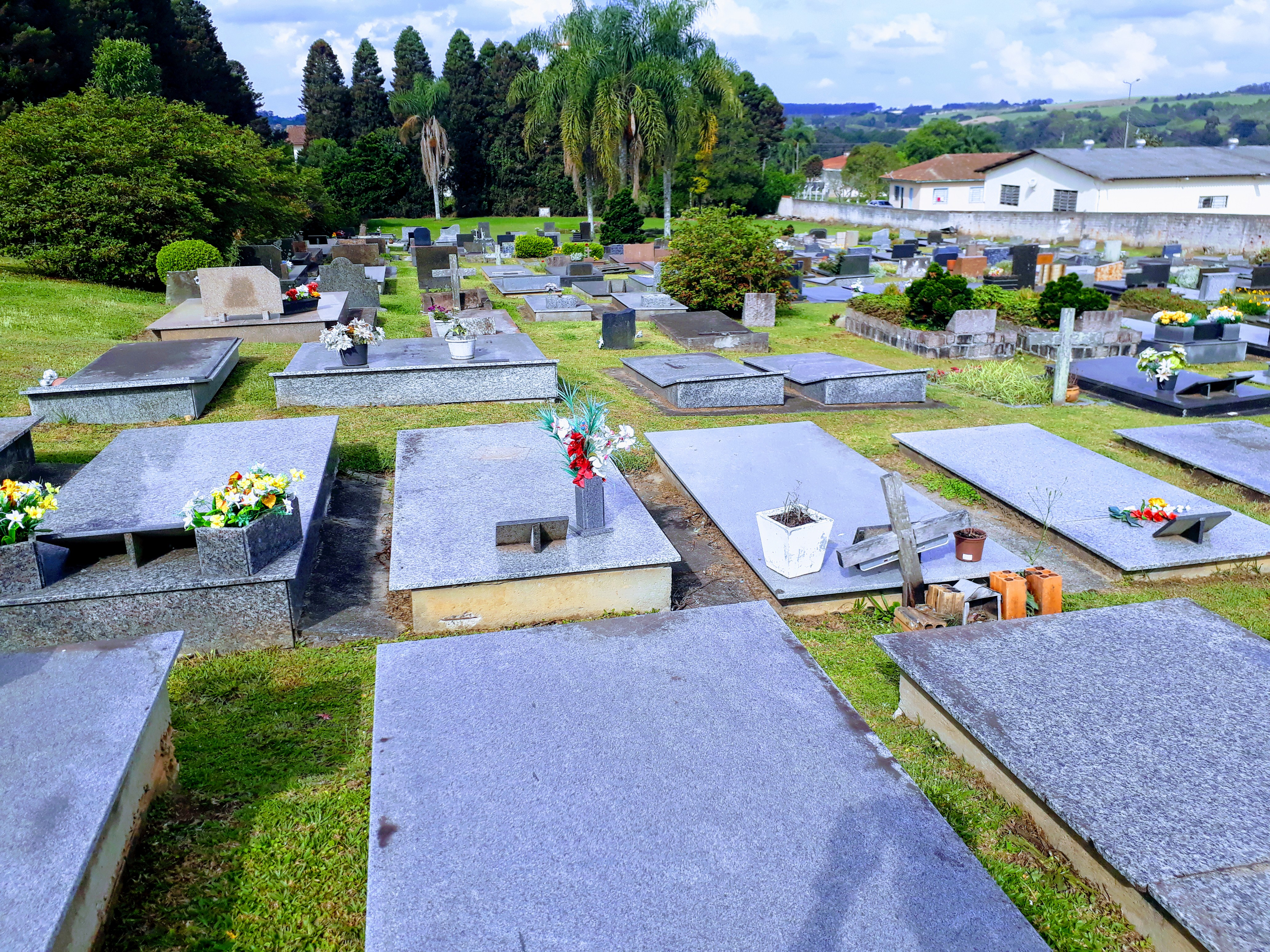
Cemitério da Colônia Witmarsum.
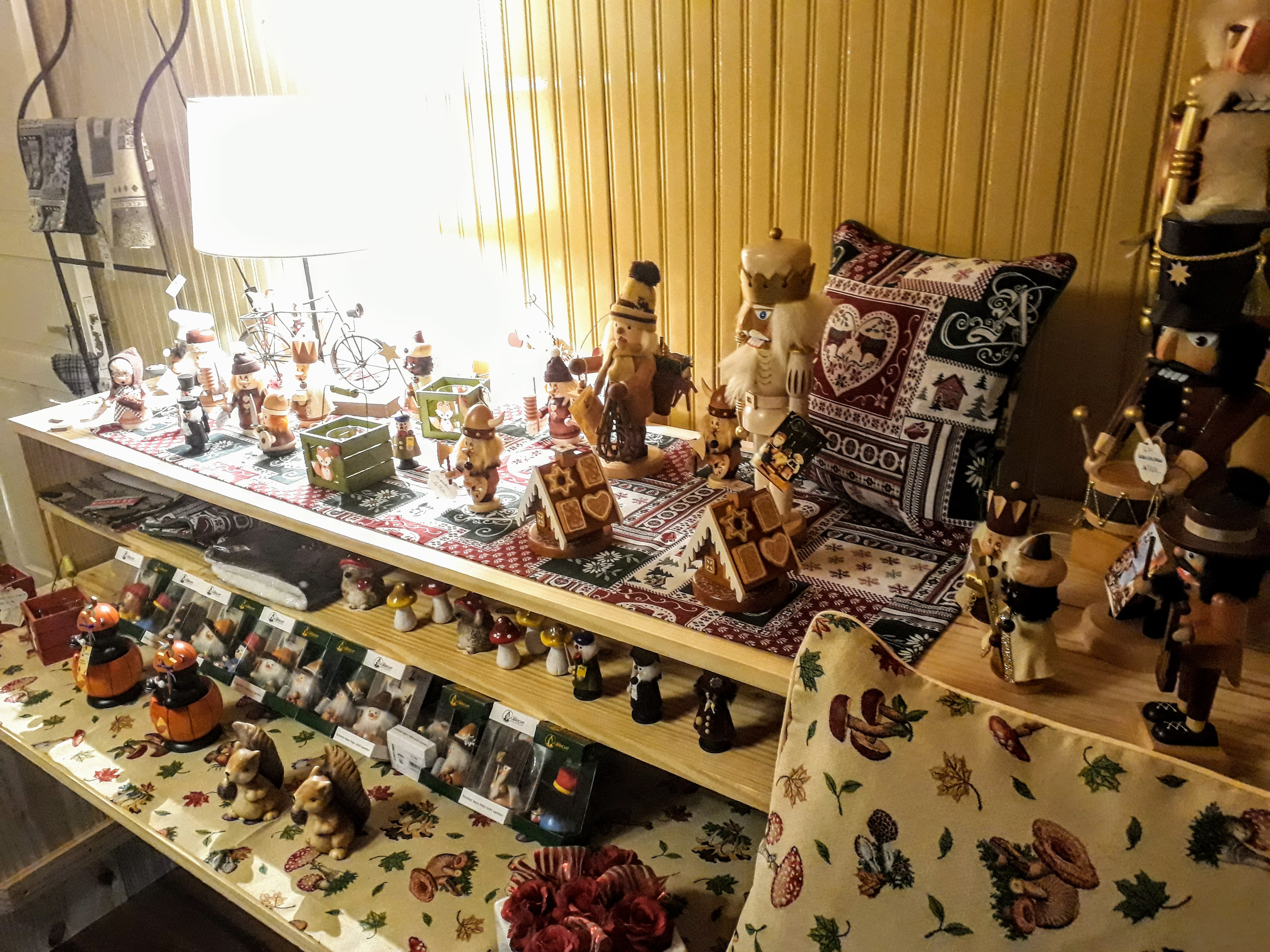
Artesanato típico alemão na Colônia Witmarsum.
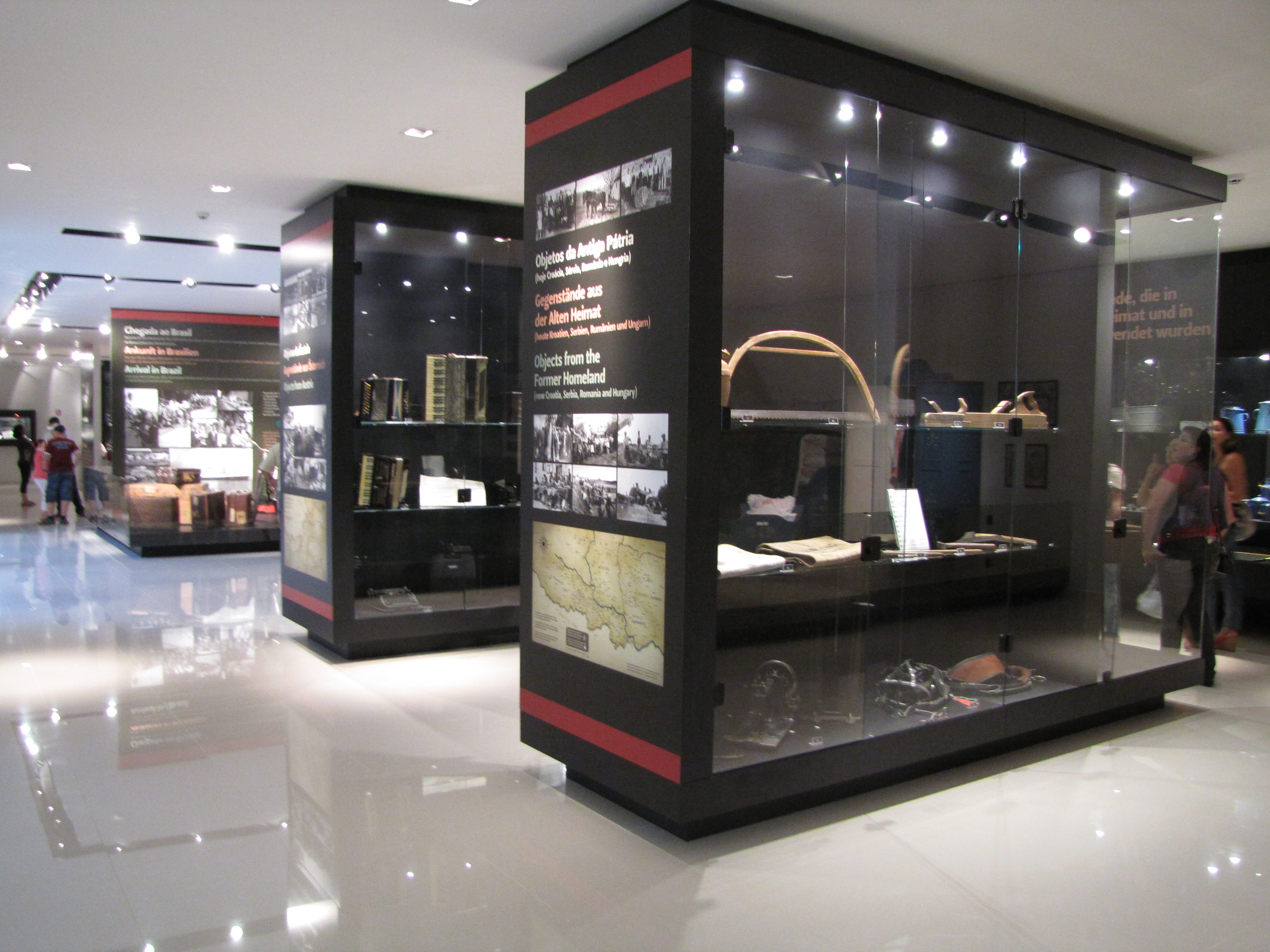
Museu Suábio no Centro Cultural Mathias Leh, em Entre Rios, Guarapuava.
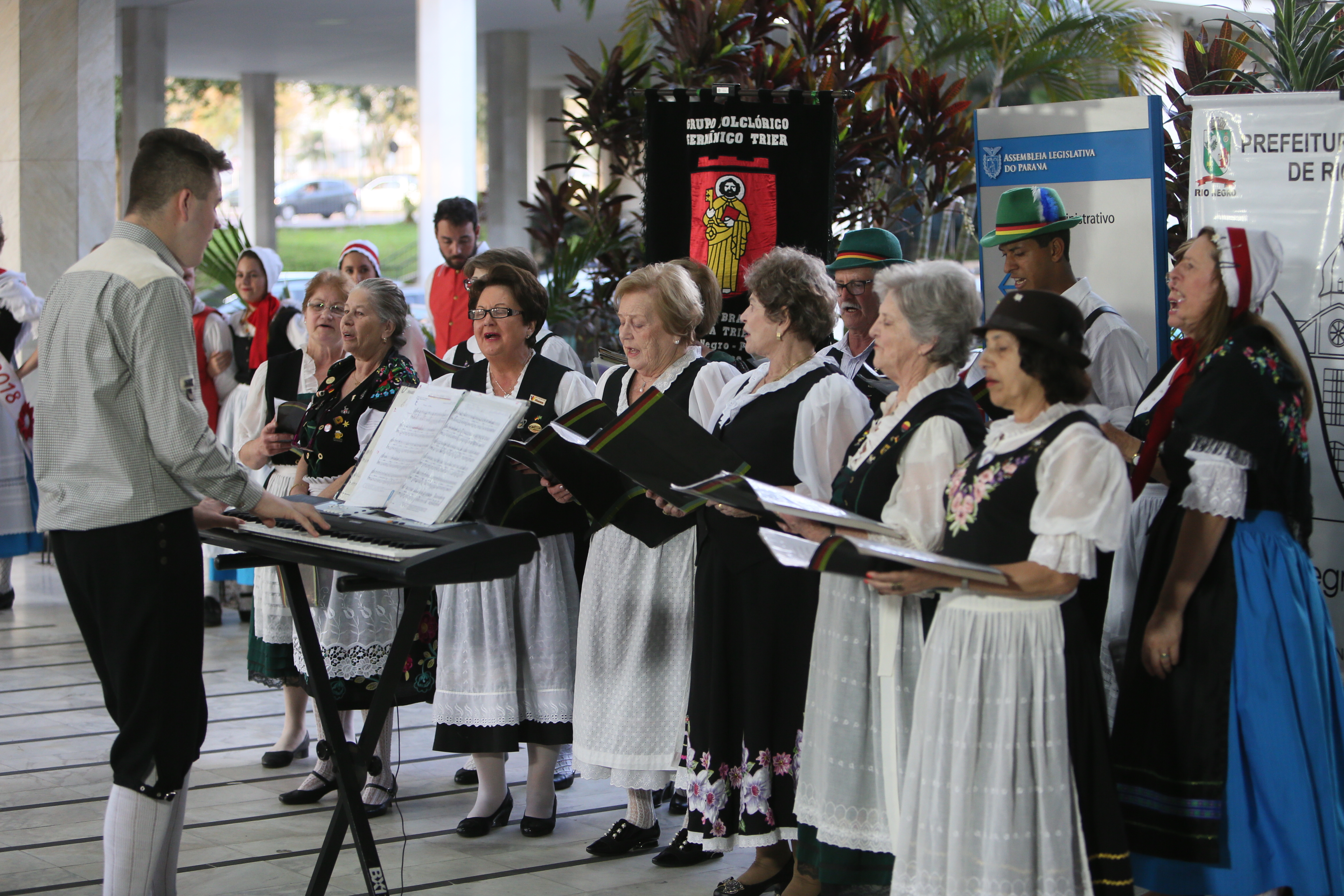
Apresentação do Grupo Folclórico Germânico Trier, de Rio Negro.